# Saint-Martin-sur-Nohain
Saint-Martin-sur-Nohain é uma comuna francesa na região administrativa de Borgonha-Franco-Condado, no departamento Nièvre. Estende-se por uma área de 23,87 km². Em 2010 a comuna tinha 386 habitantes (densidade: 16,2 hab./km²).